# ゲオルギオス・アンドレアス・パパンドレウ
ゲオルギオス・アンドレアス・パパンドレウ（ギリシア語: Γεώργιος Ανδρέας Παπανδρέου、発音：[ʝeˈoɾʝios anˈðɾeas papanˈðɾeu]、イェオルイオス・アンズレアス・パパンズレウ、ラテン文字表記：Georgios Andreas Papandreou、英語：George Andreas Papandreou、1952年6月16日 - ）は、ギリシャの政治家。全ギリシャ社会主義運動（PASOK）党首、首相、外務大臣などを歴任し、社会主義インターナショナル議長を務めた。祖父と父がギリシャの首相を務めた一家の後継者である。ギリシャ国内では、ファーストネームは短縮形のヨルゴス（Γιώργος、[ˈʝoɾɣos]）で呼ばれている。

## 前半生
1952年6月16日にアメリカ合衆国のミネソタ州セントポールに誕生する。当時パパンドレウの父であるアンドレアス・パパンドレウは当地で大学教員として務めていた。母はアメリカ出身のマーガレット・パパンドレウでアムハースト大学卒業後、ストックホルム大学、ロンドン・スクール・オブ・エコノミクス（LSE）、ハーバード大学で教育を受けた。アムハースト大学から社会学学士号を、LSEで発達社会学修士号を授与されている。ストックホルムでは移民問題について研究を行っている。1992年から1年間はハーバードで外交研究に関するフェローを務めている。ギリシャ語・英語の他にスウェーデン語にも堪能である。なおアムハースト大学でルームメイトだったアントニス・サマラスはその後政界入りし、2009年に新民主主義党党首に就任した。PASOK党首・首相となっていたパパンドレウと対峙することとなる。
父のアンドレアスは1939年にギリシャから亡命した後1959年まで祖国に戻ることは無かった。父の勤務先がかわるたびに一家は住まいを転々とすることになった。パパンドレウは1974年にギリシャの軍事政権が倒れるとギリシャに戻り政治活動を開始した。父の率いるPASOKに属し、党首の息子として1984年には中央委員会のメンバーとなるなど急速に昇進したが、パパンドレウの能力を疑う者はいなかった。

## 政治経歴
1981年に国会議員に選出された。同時にパパンドレウの父のアンドレアスはギリシャの首相に任命されている。1985年には文化省次官、1988年には教育・宗教相、1999年には外務大臣に任命された。アテネオリンピック招致を担当する国務大臣も務めた。

パパンドレウは人権の尊重に対する功績から様々な賞を授与されている。また外務大臣としても評価が高く、父のように刺激的な言動をせずトルコとの関係を改善し、関係が悪化していたアルバニア・ブルガリアとも交流を促進した。キプロス問題についてはギリシャの基本的な立場を崩すことをせず、成功には終わらなかった。1990年代前半のマケドニア共和国問題にも対処した。
2003年12月22日に雑誌「ヨーロッパの声」において、パパンドレウはその年を代表するヨーロッパ人に選ばれた。フランスの新聞のル・モンドは彼をギリシャ・トルコ関係の立役者であると讃えた。

### PASOK党首
ギリシャの政治においてはしばしば政治家の子供が親の後を継ぐ光景が見られる。祖父と父に大政治家を持つパパンドレウもPASOKの党首に就任することが期待されていた。2004年1月7日に時の党首コスタス・シミティスは辞任を表明し、2月8日にパパンドレウが後継のPASOK党首に任命された。新党首のもとで新民主主義党からの政権奪取を狙ったが2004年の総選挙には敗北し、2007年の総選挙でもPASOKは議席を減らした。

### 首相

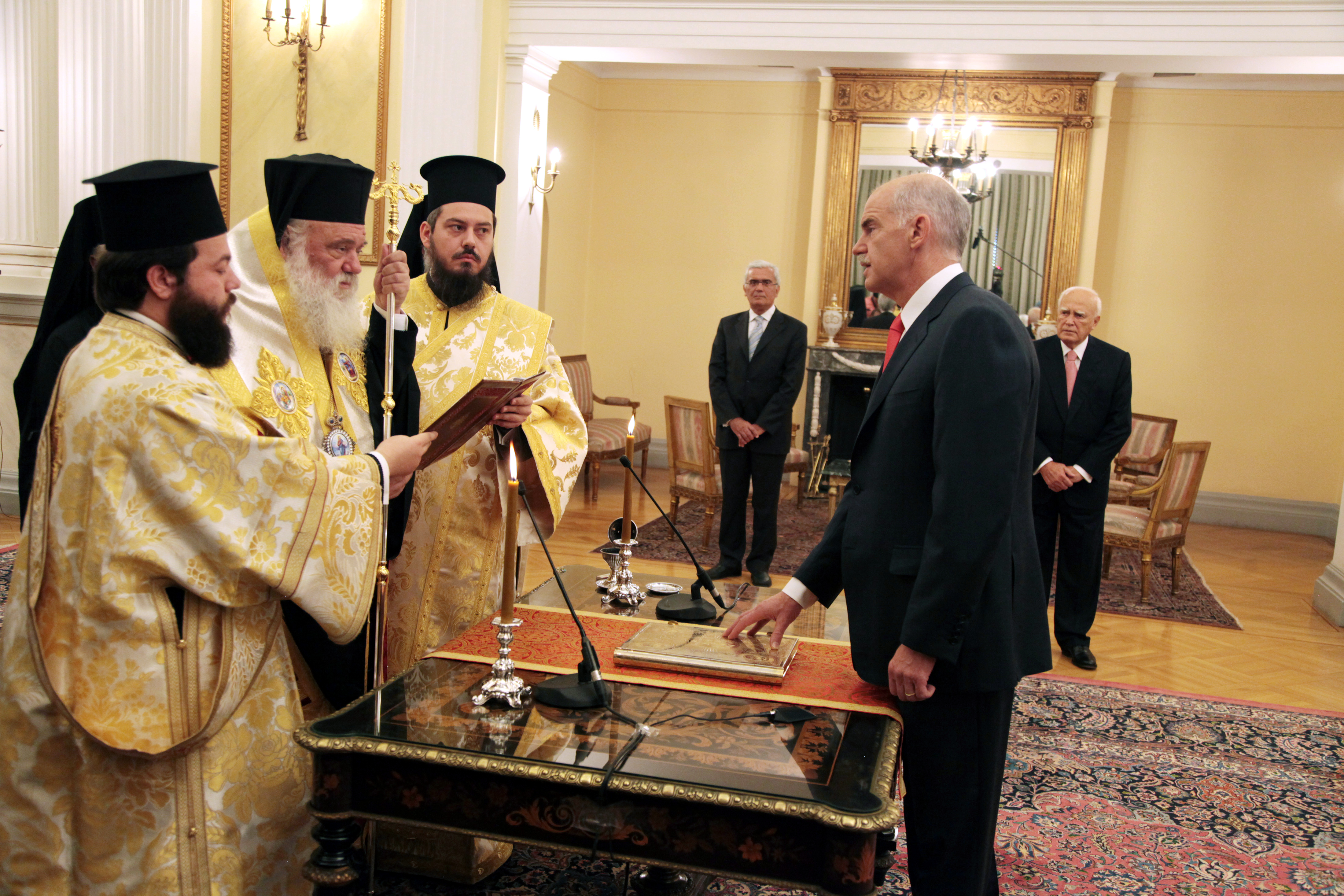
パプーリアス大統領（背景右端）とアテネ大主教のイエロニモス2世（左から2番目）の前で首相の就任宣誓を行うパパンドレウ（2009年10月6日・大統領官邸）

2009年10月4日の総選挙でPASOKが勝利した為、10月6日新首相に就任した。しかし2010年になり財政赤字の隠蔽を公表し、国債が格下げされるなどギリシャ経済は危機に陥った（2010年欧州ソブリン危機を参照）。3000億ドルという巨額の対外債務を抱えたギリシャの財政は危機的状況に陥っており、パパンドレウは「今回の信頼喪失で我々の主権が一部失われた」と述べてヨーロッパ連合に政治的な支援を要請するなど、政権発足後半年もしないうちに非常に困難な政権運営を余儀無くされた。
ヨーロッパ連合ならびに国際通貨基金より1100億ユーロにも及ぶ支援を受けたものの、2011年に再度危機に陥り追加支援策が策定された。その代わりにギリシャに課せられる財政緊縮策に野党などから反発が起き、世論調査でもPASOKが野党の新民主主義党に支持率を追い越されるなど首相自身も窮地に立たされた。このため野党との大連立を条件に退陣するとの意向を表明したが、協議は不調に終わったため首相は辞任せず、6月17日に内閣改造を実施した。そしてライバルのエヴァンゲロス・ヴェニゼロスを財務大臣に起用するなど挙党態勢を固め、6月22日に改造内閣は議会より信任された。
2011年10月27日にヨーロッパの民間銀行が保有するギリシャ国債の元本の5割を削減する救済案でユーロ圏17カ国首脳が合意したが、10月31日になって救済案受け入れの是非を国民投票にかける考えを表明した。政権基盤強化を目論んだ政治的な賭けに出たと称されたがフランス・ドイツを始めとする反発を招いた他、与党内からも反対の声が相次ぎ、撤回に追い込まれた。11月5日に内閣信任決議が可決されたものの、11月6日に新民主主義党党首アントニス・サマラスと両党が連立政権を組むことで合意し、パパンドレウは首相を辞することとなった。
翌2012年3月にはPASOK党首の地位からも身を引き、エヴァンゲロス・ヴェニゼロス財務相が後任の党首に就任して党の再建を担うこととなった。2015年1月に行われた総選挙に際して、PASOKを離党して新党「民主社会主義運動」（KIDISO）を旗揚げして選挙に挑んだが、阻止条項である得票率3パーセントにわずかに届かず、議席獲得はならなかった。